# 陳伯異
陳伯異（1931年7月20日—2018年3月23日）是原越南共和國陸軍少將。

## 生平
陳伯異1931年7月20日出生於越南西南方美湫的一个教師家庭。

## 1975年後
1992年5月5日，陳伯異獲釋。
1993年4月30日，他出境前往美國佛羅里達州奧蘭多與家人團聚。在美國，這位曾經的軍隊少將先是在爲飛機乘客提供食物的Dobbs公司工作了6個多月，後來又在錦繡中華 (加州)工作。不久之後，他又應聘了迪斯尼世界的理貨員，他在這里從1999年到2011年工作了12年，到了80歲才因病痛辭職。
2018年3月23日20時4分，陳伯異於佛羅里達州奧蘭多去世，享年87歲。